# 短果驼蹄瓣
短果驼蹄瓣（学名：Zygophyllum fabago subsp. orientale）为蒺藜科驼蹄瓣属下的一个亚种。

## 扩展阅读
- 維基物種上的相關：短果驼蹄瓣